# Nwolaila
Nwolaila är en klan i Liberia.   Den ligger i regionen Gbarpolu County, i den centrala delen av landet, 150 km nordost om huvudstaden Monrovia.